# Goravan
Goravan är en ort i Armenien.   Den ligger i provinsen Ararat, i den centrala delen av landet, 40 kilometer sydost om huvudstaden Jerevan. Goravan ligger 927 meter över havet och antalet invånare är 2 238.
Terrängen runt Goravan är kuperad åt nordost, men åt sydväst är den platt. Närmaste större samhälle är Vedi, 1,2 kilometer nordväst om Goravan. 
Trakten runt Goravan består i huvudsak av gräsmarker. Runt Goravan är det ganska tätbefolkat, med 155 invånare per kvadratkilometer.